# كويكب 2023 CX1
2023 CX1، المعروف سابقًا باسم Sar2667، كان كويكبًا بحجم متر أو نيزك دخل الغلاف الجوي للأرض في 13 فبراير 2023 في الساعة 03:00 بالتوقيت العالمي المنسق، وتفكك النيزك فوق القناة الإنجليزية بالقرب من نورماندي، فرنسا. جرى اكتشافه قبل أقل من سبع ساعات من ارتطامه بالأرض بواسطة عالم الفلك المجري كريشتيان سارنيكزكي، في محطة بيسزكيستيتو التابعة لمرصد كونكولي في جبال ماترا، المجر. ويُعد 2023 CX1 هو الكويكب السابع الذي يجري اكتشافه قبل التنبؤ بنجاح باصطدامه بالأرض. وكان 2023 CX1 في الأصل كويكبًا قريبًا من الأرض في مدار عابر للأرض من نوع أبولو.

## اكتشافه
أثناء البحث الروتيني عن الأجسام القريبة من الأرض باستخدامه مقراب شميدت 0.6 م (2.0 قدم)، صور كريشتيان سارنيكزكي لأول مرة كويكب 2023 CX1 في 12 فبراير 2023 الساعة 20:18 بالتوقيت العالمي المنسق، عندما كان على بُعد أقل من 233,000 كـم (145,000 ميل) من الأرض وداخل مدار القمر على مسافة 0.61 قمري. عند اكتشافه، كان يتحرك بسرعة في سماء نصف الكرة الشمالي بمعدل زاوي 14 ثانية قوسية في الدقيقة، مع سرعة شعاعية قدرها 9 كم/ث (5.6 ميل/ث) نحو الأرض والقوة الظاهرية الأولية 19.4. أدرك سارنيكزكي على الفور أنه جسم قريب من الأرض لكنه لم يدرك أنه كان في طريقه للاصطدام بالأرض حتى أعاد رصده بعد نصف ساعة. أعطى سارنيكزكي اسمًا مؤقتًا هو Sar2667 وأبلغ عن الاكتشاف إلى صفحة تأكيد الأجسام القريبة من الأرض التابعة لمركز الكواكب الصغيرة (NEOCP)، داعيًا إلى مزيد من المتابعة من قِبل المراصد الأخرى حول العالم. لاحظ علماء الفلك في مرصد فيشنجان في Tičan بكرواتيا الكويكب في الساعة 21:03 بالتوقيت العالمي وأكدوا أنه يتجه نحو الاصطدام بالأرض.
لاحظت وكالة الفضاء الأوروبية الاصطدام الوشيك للكويكب، ونبهت الجمهور عبر وسائل التواصل الاجتماعي. شاهد سارنيكزكي الكويكب آخر مرة في 13 فبراير 2023 في الساعة 02:48:01 بالتوقيت العالمي، قبل أقل من 12 دقيقة بقليل من الاصطدام وقبل دقيقتين من دخوله إلى ظل الأرض وأصبح غير مرئي في الساعة 02:50 بالتوقيت العالمي المنسق. في تلك المرحلة، كان الكويكب قد سطع إلى درجة 13، وتحرك بسرعة كبيرة بمعدل زاوي 1.1 درجة في الدقيقة، وكان على ارتفاع بلغ قرابة 13,800 كـم (8,600 ميل) من مركز الأرض (7,400 كـم (4,600 ميل) فوق الأرض ).
بعد الاصطدام، أعلن مركز الكواكب الصغيرة عن الكويكب وأطلق عليه اسم 2023 CX1 في 13 فبراير 2023. قام ما لا يقل عن 20 مرصدًا برصد القياس الفلكي للنيازك وإرساله إلى مركز الكواكب الصغيرة قبل الاصطدام، وبلغ مجموع مرات تسجيله أكثر من 300 موقع قياس فلكي.

## الاصطدام
دخل 2023 CX1 الغلاف الجوي للأرض في الساعة 02:59:21 بالتوقيت العالمي المنسق، واتجه نحو الشرق فوق ساحل نورماندي فرنسا، عبر بحر المانش، وسقط بميل 40–50° درجة مع الاتجاه العمودي. نظرًا لأنه عانى من مقاومة الهواء أثناء دخوله بسرعة عالية، فقد احترق على شكل نيزك لامع شاهده شهود من فرنسا وبريطانيا وبلجيكا وهولندا وشمال إسبانيا. حيث ورد أكثر من 60 تقرير بمشاهدة النيزك إلى منظمة النيازك الدولية.
يُعد كويكب 2023 CX1 هو الكويكب السابع الذي جرى اكتشافه بنجاح قبل أن اصطدامه بالأرض. كما أنه أيضًا هو الاكتشاف الثاني لسارنيكزكي، بعد اكتشافه 2022 EB5 قبل عام في مارس 2022.

## مداره
كان 2023 CX1 قبل أن يصطدم، يتحرك في مدار من نوع أبولو عبر مدار الأرض. وكان يدور حول الشمس على مسافة متوسطة تبلغ 1.63 وحدة فلكية (244×106 كـم؛ 152×106 ميل)، متفاوتة من 0.92 وحدة فلكية عند الحضيض إلى 2.34  وحدة فلكية بسبب مداره غريب الأطوار. كان للمدار زاوية ميل قدرها 3.4 درجة فيما يتعلق بمسار الشمس ودور مداري يبلغ 2.08 سنة.

## ملحوظات
1. ↑  Altitude is the difference between the geocentric distance and نصف قطر الأرض of 6,371 كـم (3,959 ميل).

## روابط خارجية
- كويكب 2023 CX1 في قاعدة بيانات مختبر الدفع النفاث لأجرام النظام الشمسي الصغيرة

- الاكتشاف · مخطط المدار ·  العناصر المدارية · المعلمات المادية